# Смртоносна доза
Смртоносна доза (енгл. Lethal dose, скраћеница: LD, или лат. dosis letalis, скраћеница DL) је једна од метода објективног означавања токсичности супстанције. Вредност LD означава дозу супстанције, чиј унос у организам изазива смрт одређеног процента, одређене врсте животиња.
У каталозима токсичних особина хемијских једињења користе се ознаке типа: 
где: 
- X - означава колико је од 100 експерименталних животиња, које су у организам унеле дату концентрацију умрло од последица тровања.
- y - означава врсту животиња на којима је вршен тест
- - означава начин уношења једињења: (inh.) - удисањем (енгл. inhalated), (inj.) - убризган (енгл. injected), (орално) преко уста (храном).

Нпр:  - означава дозу, од које је угинуло свих 100 тестираних мишева, а једињење им је било убризгано.
Уколико код ознаке недостају додатне информације највероватније је тај тест извршен на пацовима, који су дату супстанцију унели преко уста. 
Вредности LD се дају у јединицама масе једињења у односу на масу тела животиње - обично у mg/kg (милиграмима по килограму). У случају супстанција које се удишу се често уместо LD даје вредност у LC (енгл. Lethal concentration - Смртоносна концентрација).